# Théâtre d'Angoulême
Le théâtre d’Angoulême est une scène nationale. Chaque saison le théâtre accueille plus de 50 000 spectateurs et propose près de 200 représentations dans toutes les disciplines : théâtre, musique, danse, arts de la piste…

## Historique
Le théâtre d’Angoulême date de la fin du XIXe siècle. Il a été imaginé par l’architecte Antoine Soudée et construit entre 1867 et 1870. Inauguré par la ville d’Angoulême le 14 mai 1870, sa façade comprend deux statues du sculpteur Jules Blanchard représentant la Comédie et le Drame. Le théâtre est construit au centre d'une nouvelle zone résidentielle bâtie dans l'ancien parc du château des comtes d'Angoulême. Sur la façade s'inscrit la locution latine Castigat ridendo mores (La comédie châtie -ou corrige- les mœurs en riant). Devant les pilastres de l'attique, qui encadrent l’œil-de-bœuf central, sont sculptés deux enfants nus et drapés sur piédestal, qui sont des figures allégoriques de la Danse et de la Musique.
À l’origine théâtre municipal, le théâtre d’Angoulême obtient en 1977 le label de Centre d’action culturelle.
En 1991, le théâtre devient l’une des quatre scènes nationales de la région Poitou-Charentes avec La Rochelle, Niort et Poitiers. Ce label regroupe aujourd’hui 70 structures réparties dans toute la France. Chacun de ces établissements est aidé par l’État et les collectivités territoriales afin de développer un projet artistique qui lui est propre.
Les espaces intérieurs ont été réaménagés en 1997 pour y accueillir : une grande salle de spectacle, un studio et un odéon. La réhabilitation contemporaine du théâtre est l’œuvre des architectes Valentin Fabre et Jean Perrottet qui ont conservé l’enveloppe architecturale du XIXe siècle. Leur proposition place en exergue une phrase de Peter Brook : « Le théâtre, comme le carnaval, est là pour disparaître continuellement ». Pour eux, il s’agit de « remanier sans renier, mais en renouant »[réf. nécessaire].

## Le lieu
Le théâtre est doté de trois salles de spectacle, la grande salle (730 places), le studio situé au 3e étage (150 places) et l’odéon situé au sous-sol (60 places).
Il dispose aussi d’un bar.
Le bâtiment abritant le théâtre est encadré par la rue du Général Leclerc au nord, la rue Carnot à l'est, la rue Edmond Rostand au sud et la rue François Porché (homme de théâtre et écrivain originaire de Charente) à l'ouest.
Le bâtiment est accessible à tous les spectateurs déficients visuels, malentendants, sourds, à mobilité réduite.

## Programmation
Le théâtre d’Angoulême programme une quarantaine de spectacles présentée chaque saison : plusieurs créations, des évènements comme la Tête dans les Nuages, des coproductions et des spectacles déjà créés. L’institution développe des prix délibérément accessibles et une programmation comportant plusieurs catégories : théâtre, danse, musique, arts de la piste, magie, marionnettes, etc.
Une grande part de l'activité du théâtre est tournée vers l'action culturelle à destination de tous les publics. Le point d'orgue de cette mission est de rendre accessible le théâtre aux jeunes spectateurs, entre autres grâce à des collaborations étroites avec les établissements scolaires du Département.

### Théâtre
- Guillaume Vincent, Les Mille et Une Nuits
- Margaux Eskenazi & Alice Carré, Et le cœur fume encore
- Julie Delille, Seul ce qui brûle
- Pauline Bayle, Illusions perdues
- Julie Berès, Désobéir
- Collectif AÏE AÏE AÏE, Ersatz
- Marion Conejero, Else(s)
- Alexandra Tobelaim, Abysses
- Amine Adjina & Emilie Prévosteau, Projet Newman, Histoire(s) de France
- Marie Levavasseur, Comment moi je ?
- Pierre Solot et Emmanuel de Candido, Pourquoi Jessica a-t-elle quitté Brandon ?
- Wajdi Mouawad, Seul(s)
- Emmanuèle Bernheim et Fabien Gorgeart, Stallone

### Musique
- Marie-Laure Garnier & Célia Oneto Bensaid
- Orchestre de Chambre de Nouvelle-Aquitaine
- Arnaud Rebotini & le Don Van Club
- Emile Parisien & Vincent Peirani, Abrazo
- Kinga Glyk, Feelings
- Fanny Chériaux, Mes nuits avec Patti (Smith)
- Avishai Cohen, Big Vicious
- Ibrahim Maalouf

### Danse
- Fanny Soriano, Fractales
- Thomas Lebrun, Dans ce monde
- Xiexin Dance Theatre, From In
- Lia Rodrigues, Fùria
- Hamid Ben Mahi, Chronic(s) 1 et 2
- Marc Lacourt, La Serpillère de Monsieur Mutt
- Angelin Preljocaj, Gravité
- Anne Teresa de Keersmaeker, Fase
- Leïla Ka, Pode Ser & C'est toi qu'on adore

### Cirque
- Mathurin Bolze, Les Hauts Plateaux
- Cheptel Aleîkoum, Les Princesses
- Jean-Baptiste André, Les Jambes à son cou

### Autres
- Concert Dessiné - Karol Beffa & Edmond Baudoin
- Magie Et Mentalisme - Thierry Collet, Que du bonheur (avec vos capteurs)
- Ciné-Concert - Mathieu Bauer, Buster
- Ciné-Spectacle - La Cordonnerie Métide Weyergans et Samuel Hercule, Ne pas finir comme Roméo et Juliette
- Magie Performative - Cie 32 Novembre, A vue.
- Stand-up comedy - Bertrand Bossard, Incredibly Incroyable 2.0
- Cabaret, magie & marionnettes - Thierry Collet avec Brice Berthoud et Chloé Cassagnes, L'huître qui fume et autres prodiges

## Artistes associés
- Amine Adjina & Émilie Prévosteau
- Marion Conejero
- Marie Levavasseur
- David Sire